# Гофман Олександр Андрійович
Олександр Андрійович Гофман (рос. Александр Андреевич Гофман; 15 червня 1985, м. Воркута, СРСР) — російський хокеїст, центральний нападник. Виступає за «Зауралля» (Курган) у Вищій хокейній лізі. 
Вихованець хокейної школи ЦСК ВВС (Самара). Виступав за ЦСК ВВС (Самара), «Южний Урал» (Орськ), «Зауралля» (Курган).